# Калле

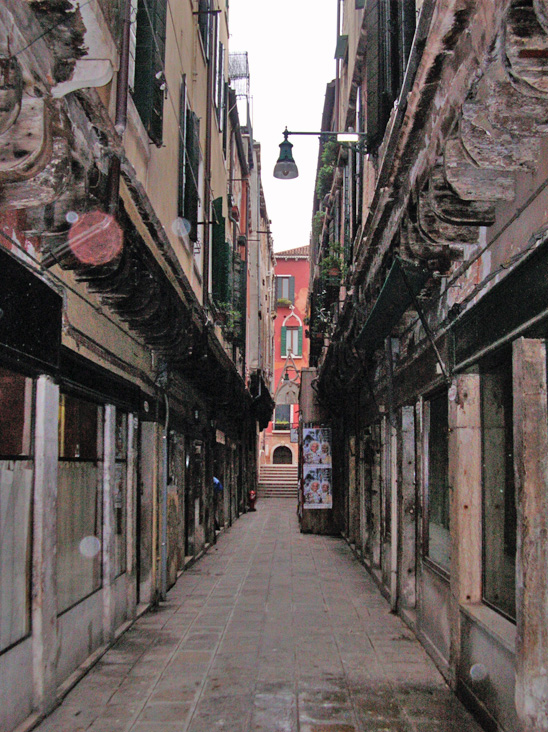
Калле дель Парадізо в районі Кастелло у Венеції

Калле (італ. Calle) — тип вулиці у Венеції, а також у деяких інших містах, яка розташована між двома безперервними рядами будівель. На таких вулицях, як правило, розташовані житлові будинки, але також можуть бути магазини та майстерні на перших поверхах. У Венеції вулиці, що проходять уздовж каналів, називаються фондамента. Термін «калле» походить від латинського слова callis, що означає «стежка» або «доріжка».

## Характеристики
Ширина калле може бути дуже різною: від менше одного метра в найвужчих місцях, які часто називають calliette, до трьох-чотирьох метрів або більше в ширших вулицях — calle larga.
Довжина калле також сильно варіюється: від кількох метрів до сотень метрів у випадку calli lunghe («довгих калле»), які можуть мати звивисту форму.
Не всі вулиці у Венеції називаються «калле» або «фондамента». Деякі довгі вулиці, важливі через численні комерційні заклади, розташовані на них з давніх часів, називаються архаїчними термінами ruga або rugheta.
Інший термін — salizada (часто неправильно перекладається як вимощена), використовується для позначення важливих широких калле, які були першими вимощені цеглою в XIV столітті завдяки своєму значенню. Спочатку, як і інші вулиці та площі, вони були вкриті утрамбованою землею. З XVII століття цеглу замінили на masegni (дослівно: камені), блоки із трахіту, якими зараз вимощено більшість вулиць Венеції.
Деякі глухі або другорядні калле, що забезпечують доступ до прилеглих будинків, називаються ramo.
Термін rio terà використовується для позначення вулиць, створених на місці засипаних каналів, практика яких була популярною у XIX столітті, хоча деякі випадки відомі ще з XII століття. Найстаріші приклади — Rio terà San Vio (до 1408 року) у Дорсодуро та Rio terà della Maddalena (1498) у Каннареджо.
У Венеції назви калле часто походять від імен відомих осіб, які проживали в цьому районі (наприклад, Calle Foscarini), або від церков чи монастирів поблизу (Calle drio la Chiesa, Calle de le Muneghe). Інші назви пов'язані з професіями, які колись були поширені на цих вулицях: Calle del Forner (вулиця пекарів), Calle dei Fabbri (вулиця ковалів), Calle del Squero (вулиця човнярів). Деякі назви відображають діяльність, яка була настільки важливою, що стала єдиною характеристикою вулиці: Spadaria (виробники мечів), Frezzaria (виробники стріл), Mercerie (торговці тканинами) та Casselleria (виробники скринь з слонової кістки для весільних подарунків).
Іноді назви калле повторюються в різних районах міста: наприклад, у Венеції існує кілька Calle San Doménego, Calle della Chiesa та Calle de l'Ogio.

## Калле за межами Венеції
Калле є не тільки у Венеції, але і в усіх населених пунктах Венеціанської лагуни, таких як Кіоджа, Бурано, Мурано, Маламокко та інші.
Назва «калле» також збереглася в деяких містах, що були під владою Венеції, таких як Муджа, Местре, Каорле, Лацизе, Градо та Лорео.
Цей термін також іноді зустрічається в містах, що належали Венеціанській республіці на східному узбережжі Адріатики, таких як Істрія та Далмація. Наприклад, головна вулиця Задара досі називається Калеларга.

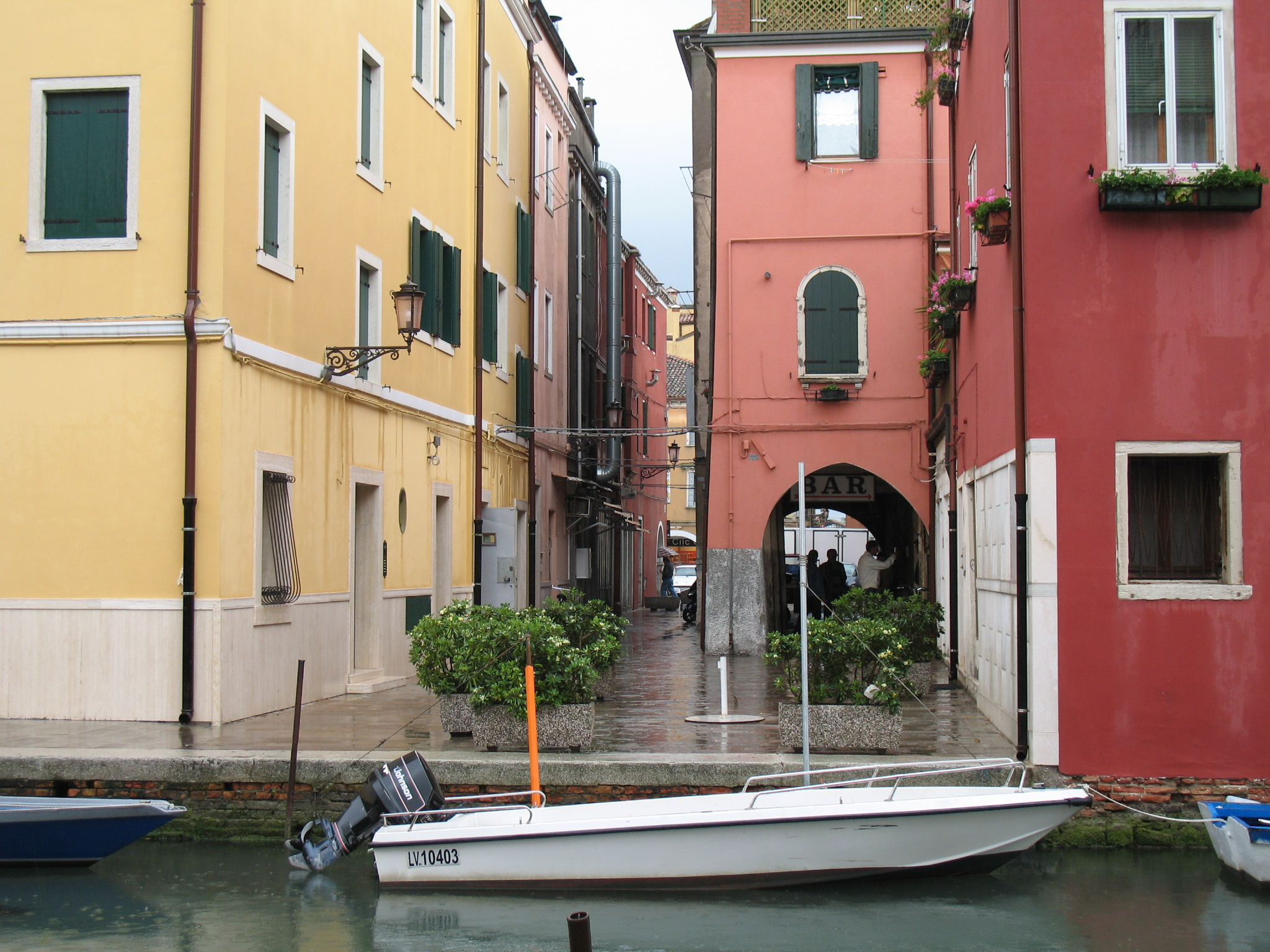
Калле в Кіоджі
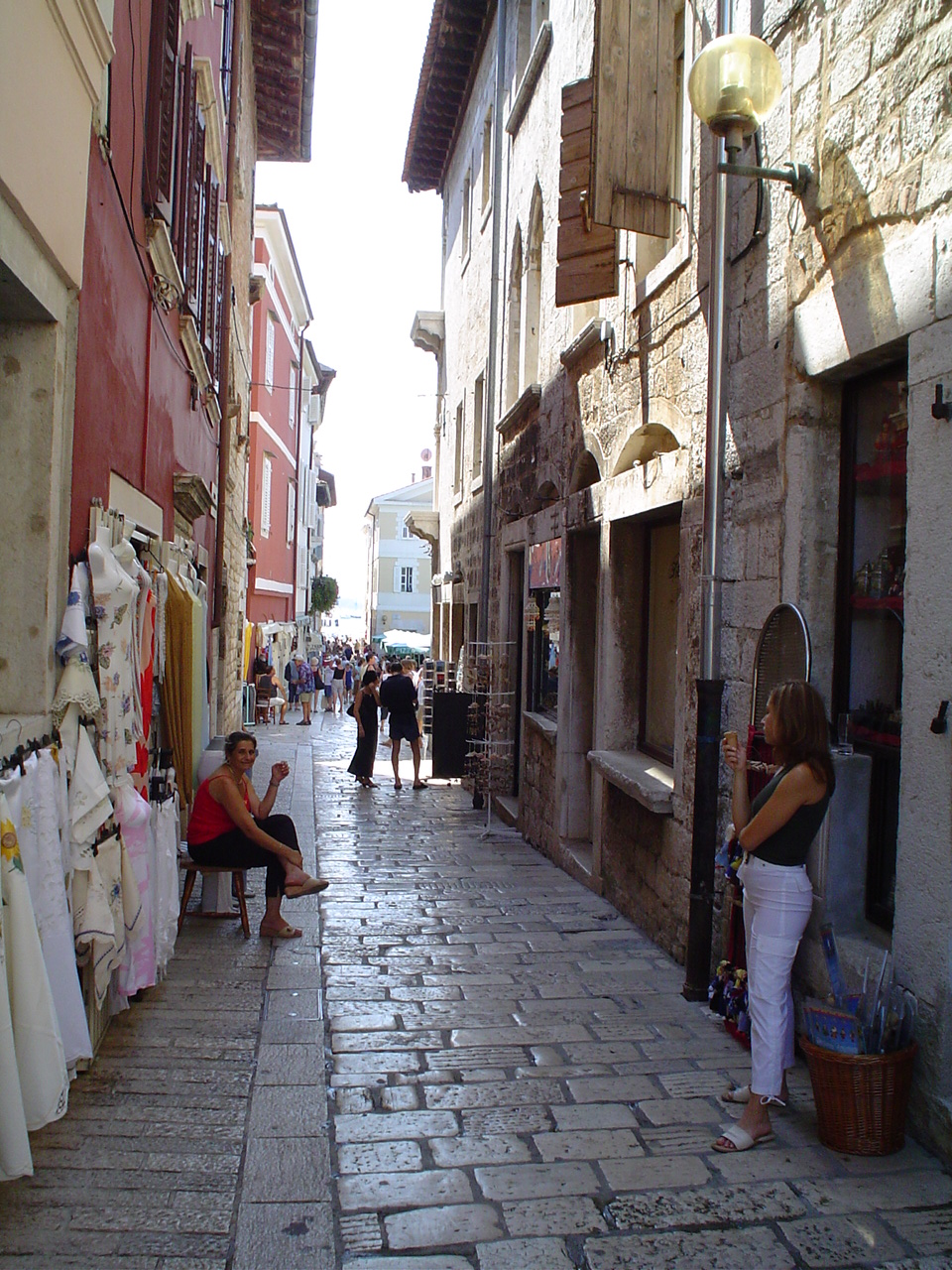
Калле в Поречі
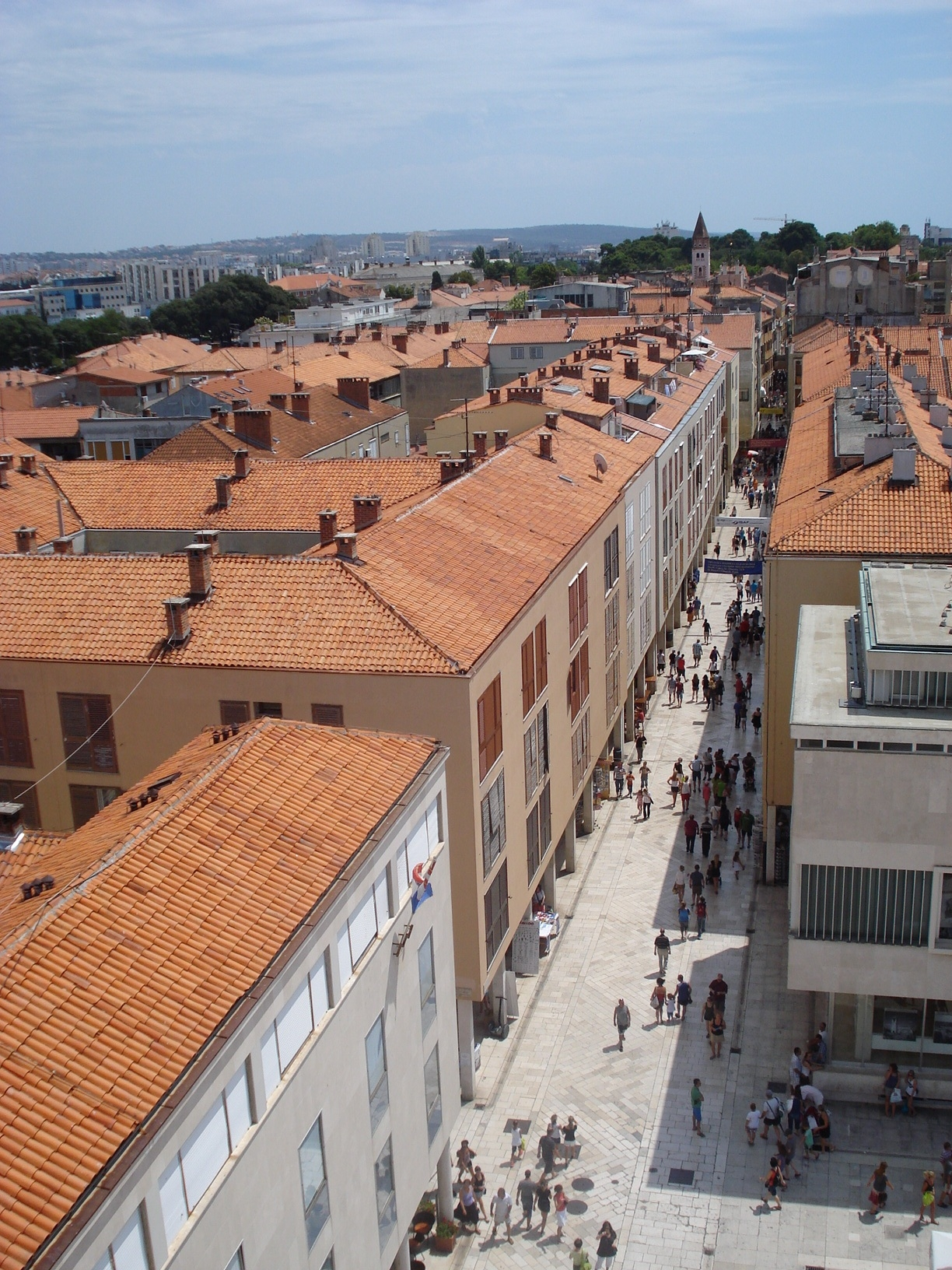
Kalelarga в Задарі